# Yakirra
Yakirra là một chi thực vật có hoa trong họ Hòa thảo (Poaceae).

## Loài
Chi Yakirra gồm các loài: